# 나나 무스쿠리
나나 무스쿠리(그리스어: Nάνα Μούσχουρη, 본명: Ιωάννα Μούσχουρη (Ioánna Moúschouri) 이오아나 무스후리, 1934년 10월 13일 ~ )는 그리스의 가수이다. 약 3억장의 음반 판매 기록을 가지고 있다. 그리스의 가수임에도 불구, 자신의 모국어인 그리스어 뿐만 아니라, 네덜란드어, 아랍어, 히브리어, 영어, 프랑스어, 스페인어, 이탈리아어, 독일어, 라틴어, 포르투갈어로도 음반을 취입하기도 했고, 프랑스에서는 역대 최대 앨범 판매 기록을 보유하고 있다. 유명한 곡으로는 Why Worry가 있다.